# 比格斯維爾 (密西西比州)
比格斯維爾（英語：Biggersville）是位於美國密西西比州奧爾康縣的普查規定居民點。

## 人口
根據2020年美國人口普查的數據，比格斯維爾的面積為5.19平方千米，皆為陸地。當地共有人口205人，而人口密度為每平方千米39.5人。